# 의회주의의 역사
역사상 인류 최초의 의회는 중세시대로 거슬러 올라갈 수 있다. 의회 제도는 1188년 레온 왕국의 왕 알폰소 9세가 왕국의 3개 계층의 대표들을 소집한 레온 의회를 설립함으로써 처음 등장하였다. 초기의 의원 내각제 정부는 1581년 발생했던 네덜란드 독립 전쟁에서 스타텐 헤네랄(네덜란드 의회)가 당시 네덜란드와 벨기에 지역을 지배하던 스페인 왕국의 펠리페 2세로부터 주권과 입법권, 행정권을 인수함으로 인해 시작되었다. 현대적 의미의 의원 내각제는 18세기 초 영국과 스웨덴의 자유 시대가 돼서야 부상한 것이다.

## 의회 이전의 역사
부족이 사회를 이루던 고대부터 부족 집단이나 마을을 위한 결정을 내리기 위해 지도자와 원로들로 구성된 회의가 존재해 왔다. 이를 부족제라고 한다. 몇몇 학자들은 고대 메소포타미아 시절에 원로회에서 왕을 신임하던 원시적인 민주 정부가 있었을 것이라고 주장하기도 한다. 고대 인도에서도 국회와 유사한 기능을 하는 기관이 있어 민주주의의 형태를 일부 갖추고 있었다는 주장이 있다. 하지만 이러한 주장은 주류 학계에선 받아들여지지 않으며, 이들 국가들이 의회제 보다는 과두제였던 것으로 보고 있다.
고대 아테네는 민주주의의 발상지로, 아테네 민회(ἐκκλησία 에클레시아)는 아테네의 모든 30세 이상의 시민권자 남성들이 모여 국정을 결정하던 가장 중요한 기관이었다. 하지만 아테네의 민주주의는 직접민주주의로서, 유권자들에게 대표자로 선출된 국회의원들로 구성된 현재의 의회와 민회는 많은 면에서 다르다고 볼 수 있다.
로마 공화국 또한 민회를 가졌으며, 정무관 선출, 법령을 제정하며, 사형을 집행하고, 전쟁과 화의 여부를 결정하며, 동맹을 체결 혹은 파기할 수 있는 최종 결정권을 가졌다. 로마 원로원은 재정과 행정 그리고 외교 정책의 세밀한 부분을 담당하는 기구였다.
몇몇 무슬림 학자들은 이슬람의 슈라도 의회가 동일한 것이었다고 주장한다. 하지만 다수의 학자들은 슈라 제도와 의회 제도간의 근본적인 차이점들을 들어 이에 동의하지 않는다.
앵글로색슨계 왕족이 영국을 통치하던 시대의 위테나게모트(Witenagemot)는 중요한 정치 기구였다. 위테나게모트는 고영어로 '현명한 자들의 모임'이란 뜻이다. 이 자문회의 존재에 대한 기록은 기원후 600년까지 거슬러 올라가지만, 그보다 이전부터 이 기구가 존재했던 것으로 보인다. 위테나게모트는 지역 자문회 역할을 했던 폴크무츠(Folkmoots)와 함께 현대 영국 의회의 조상으로 여겨진다.

## 의회와 의원 내각제의 태동 및 발전
레온 의회(Cortes de León)는 1188년부터 중세 레온 왕국의 의회 기구였다. 유네스코 세계기록유산에도 등재된 고기록에 등장한 유럽 최초의 의회 제도이다. 알폰소 9세가 권력을 잡은 후 레온 왕국은 카스티야 왕국과 포르투갈의 위협에 직면에 있었다. 이에 그는 귀족원을 개설하였다. 귀족원은 본래 귀족들과 주교들로 이루어진 중세 기구였지만, 이웃 국가의 침략 위협에서 정치력을 최대한 모으기 위해 알폰소 9세는 주요 도시의 중산층 대표들도 포함시켰다. 레온 의회는 사유재산과 거주불가침, 왕에 반해 재심을 요청할 권리, 전쟁을 선포하기 전에 왕이 의회의 자문을 구할 의무 등을 합의하였다.

### 영국
영국의 제6대 레스터 백작 시몽 드 몽포르는 두개의 의회 기구를 설립함으로써 간접 민주제의 아버지 중 한 명으로 여겨진다. 첫번째 의회는 1258년 영국 왕의 절대권력을 해제하기 위한 옥스퍼드 의회였으며, 두번째 의회는 1265년 귀족·성직자·기사·시민 계급으로 이루어진 시몽 드 몽포르 의회였다. 시몽 드 몽포르 의회에서 기원한 영국 의회는 후일 17세기에 이르어 명예혁명과 권리장전을 절정으로 자유민주주의 제도의 이념들을 개척하였다.
1714년에 하노버에서 온 조지 1세가 자식을 남기지 않고 죽은 앤 여왕의 후사를 잇게 되면서 각의를 주재하지 않게 됐고, 1721년에는 로버트 월폴(Robert Walpole)이 조지 1세의 신임에 따라 전권을 가지고 각의를 주재하면서 이른바 '각의의 수석'(Primius inter pares, the first in equals)이라는 개념이 생겼다. 이는 동시에 '군주는 군림하지만, 통치하지는 않는다'는 입헌군주제의 원칙을 확립되는 계기가 됐다.
대영제국은 군주제로서 이론상 내각과 장관은 군주에 의해 임명되어야 했다. 하지만 1714년 왕위를 계승한 하노버 왕가의 조지 1세가 영어를 잘 구사하지 못했던 관계로 실질적으로 다른 장관들은 당시 총리였던 로버트 월폴에 의해 임명되게 되었다. 선거권 확대로 인한 의회의 점진적 민주화는 의회의 정부 지배력을 높여주었고 왕이 의회에 정부 구성권을 요청하도록 만들었다. 결국 1832년 선거법개정은 의회가 총리와 내각을 구성할 수 있도록 하여 왕권에 대한 의회의 우세를 공고히 하였다.
영국이 이러한 웨스트민스터식 의회제도를 만든 이레로 여러 나라에서 이 제도를 도입하였다. 웨스트민스터식 의회 제도 하에서는 의회가 행정에 책임을 지며 행정부 수반인 총리는 명목상 국가 원수인 영국 군주에 의해 임명된다. 이 때문에 영국은 '여왕 폐하의 정부'(Her Majesty's government)나 '각하의 정부'(His Excellency's government)와 같은 표현을 사용한다. 이 제도는 영국이 식민 지배를 했던 국가들에서도 널리 퍼져있는데, 이는 뉴질랜드나 오스트레일리아, 캐나다 등 대다수 영연방 국가의 헌법이 영국 의회에 의해 제정되었기 때문이다. 이들 중 일부 국가들의 의회는 자체적인 역사적 과정을 통해 더 변모하기도 하였으며, 가령 오스트레일리아의 상원은 영국의 상원보다는 미국의 상원과 유사하다. 또한 뉴질랜드는 1950년 이후 상원을 폐지하였다.

### 네덜란드
저지대 국가 지역에는 중세 부르고뉴 공국때인 15세기부터 사회 3개 계층의 대표들이 모이는 기구인 '스타텐'(Staten)이 여러 지역에 걸쳐 존재해왔다. 여기서 스타텐은 중세 사회 계급을 뜻하는 네덜란드어 'Staden'과 같은 어원을 가진다. 1464년 1월 9일, 부르고뉴 공작 이였던 선량공 필리프에 반발하여 브라반트 공국과 홀란트 백국, 플라데런 백국의 스타텐들이 브뤼셀에 모여 부르고뉴령 네덜란드 지역을 대표하는 최초의 스타텐 헤네랄(Staten-Generaal)이 성립하였다. 이후 이 기구는 브뤼셀 근처의 쿠덴베르크 성에서 정기적으로 열리게 되었다. 용담공 샤를이 죽은 후 새 부르고뉴 공작이 된 부귀공 마리는 1477년 스타텐 헤네랄과 '위대한 특권'(Groot Privilegie)을 맺으며 스타텐 헤네랄의 소집 자유와 발언권을 인정하였다. 또한 스타텐 헤네랄의 신임 없이 군주는 전쟁 선포나 세금 인상, 결혼을 할 수 없게 하였다. 그러나 입법권과 행정권은 여전히 군주의 권한으로 속해있었다. 마리는 스타텐 헤네랄에게 '위대한 특권'을 줌으로서 브라반트 공국과 홀란트 백국, 프라데런 백국, 에노 백국으로 지방 분산적이였던 부르고뉴령 네덜란드를 프랑스와 같이 중앙집권적인 국가로 만들고자 하였다.
부귀공 마리가 죽은 후 부르고뉴는 두개로 분할되어, 프랑슈콩테는 사위인 샤를 7세에게, 부르고뉴령 네덜란드는 아들인 펠리페 1세 (카스티야)에게 상속되었다. 합스부르크가문의 새 영지가 된 합스부르크 네덜란드에서 스타텐 헤네랄은 공작들의 왕권 강화 의지에 따라 위대한 특권이 무시되며 세가 약화되었다. 결국 명맥만 거의 유지하던 스타텐 헤네랄은 네덜란드 독립전쟁 초기에 합스부르크 네덜란드의 공작이자 스페인의 왕인 펠리페 2세를 지지하였다. 그러나 1576년부터 스타텐 헤네랄도 스페인 왕권에 공식적으로 반기를 들기 시작하였다. 1579년 합스부르크 네덜란드는 스페인에 잔류하자는 남부 아라스 동맹과 독립 투쟁을 지속하자는 북부 위트레흐트 동맹으로 쪼개지면서 스타텐 헤네랄 또한 두 지역으로 분할되었다. 븍부 스타텐 헤네랄은 정치적 중심지인 브뤼셀에 위치했었으나 전쟁으로 브뤼셀을 포함한 브라반트 지역이 스페인령 네덜란드로 넘어가자 헤이그로 이전하였다. 1581년 위트레흐트 동맹은 철회령을 공표하고 북부지역 스타텐 헤네랄을 펠리페 2세를 대체하는 최고권력기구로 선언하며 네덜란드 공화국으로서의 독립을 알렸다. 다만 네덜란드 공화국의 연방 국가 형태로 인해 스타텐 헤네랄 의원들은 각 지역을 대표하는 외교관 같은 역할을 하게 되었다. 네덜란드 공화국에 속한 7개 지역은 각각 한 표씩만 행사 할 수 있었다. 스타텐 헤네랄은 네덜란드 공화국의 명목상 최고 실권자인 총독을 신임할 권한이 있었으며, 위트레흐트 동맹 협정에 따라 스타텐 헤네랄은 외국과의 통상에서 네덜란드를 대표하였으며 외국과의 조약을 승인하는 국가기구였다. 이로서 의원 내각제의 형태를 처음으로 갖추게 되었다. 남부 스타텐 헤네랄은 1634년 스페인의 펠리페 4세에 의해 해산되었다.
1795년 네덜란드 공화국이 프랑스에 점령됨에 따라 붕괴되고 위성 공화국인 바타비아 공화국이 성립되었다. 바타비아 공화국은 스타텐 헤네랄을 해산하고 국회(Nationale Vergadering)로 입법권을 대체하였다. 이 과정에서 연방제는 폐지되며 중앙집권적인 형태로 변화하기 시작하였다. 1815년 프랑스로부터 네덜란드가 해방된 후 연합 네덜란드 주권공국이 들어서면서 입법부로서 스타텐 헤네랄이 재건되었다. 의원들이 기존 각 지역을 대표하던 방식 대신 네덜란드 전 지역을 지역구에 따라 분할한 뒤 선출되는 방식이 채택되었다. 네덜란드 연합왕국에 들어서서는 양원제가 되었다.

### 스웨덴
스웨덴의 의회(Riksdag)는 바이킹 시대의 평의집단인 팅그에서 유례한 것으로, 1435년 아르보가에서 스웨덴 귀족들이 모여 회의를 가짐으로서 비정기적으로 열리게 되었다. 1527년 구스타브 1세 바사가 이를 공식화하였으며, 스웨덴의 4개 계층인 귀족과 성직자, 공민, 평민 대표를 참가하게 하였다.
1718년 스웨덴 왕 칼 12세가 자식 없이 전사하면서 왕위 계승 위기가 찾아왔다. 칼 12세의 추정 상속인으로 지정되었던 울리카 엘레오노라는 조카인 홀슈타인-고트로프 공작 카를 프리드리히를 견제하기 위해 스웨덴의 의회(Ståndsriksdagen)와 합의하여 왕위에 오른다. 절대군주제 속에서 자문회 역할에 그쳤던 의회는 합의의 대가로 새로운 자유주의적 헌법을 승인해줄 것을 요구하였다. 1719년 울리카 엘레오노라는 새 헌법을 승인하였고 이에 따라 스웨덴의 자유 시대가 열린다. 새 헌법에 따라 절대왕권제는 입헌군주제로 대체되었으며 의원 내각제가 도입되었다. 하지만 스웨덴의 새로운 정부는 1771년 왕위에 올라 절대왕권제를 재건하고자 한 구스타프 3세의 쿠데타로 1772년에 전복되었다.
스웨덴은 1809년 헌법 개정으로 다시 입헌군주제와 의원 내각제를 채택하면서 의회의 권한을 복원하였다. 또한 1866년에는 선거법을 개정하면서 기존의 의회를 해산하고 전국민에게 투표권을 보장하는 새 의회(Riksdag)를 개원하였다.

### 프랑스
프랑스는 1302년 필리프 4세는 교황과의 대립에서 국민적 지지를 얻기 위해 3개 계층으로 이루어진 삼부회(États généraux)를 처음으로 소집하였다. 이후 삼부회는 프랑스 왕의 필요에 의해 운영되었다. 1789년 루이 16세가 세금 징수를 이유로 1614년 이후 열리지 않았던 삼부회를 175년만에 개최하였으나, 제3신분이였던 부르주아 계층과 제1신분과 제2신분이였던 귀족 및 성직자 사이에 대립이 생기면서 삼부회는 붕괴되었다. 이윽고 같은 해 제3신분은 독자적인 집회를 열고 이를 국민의회(Assemblée nationale)라 칭하기 시작했다. 신분별 표결을 폐지하고 자신들의 자유주의적 입지를 주장하던 제3신분은 루이 16세의 제3신분 회의장 폐쇄에 맞서 회의장을 테니스 코트로 옮기고 테니스 코트의 서약을 맹세한다. 점점 귀족과 성직자들도 제3신분에 동조하기 시작하면서 루이 16세는 결국 국민의회의 존재를 인정해야했다. 이에 국민의회는 헌법제정국민의회(Assemblée nationale constituante)로 개칭하고 프랑스 최초의 헌법인 1791년 프랑스 헌법을 성립시켰다. 새 헌법에 따라 헌법제정국민의회는 해산되고 정식 입법기구인 입법의회(Assemblée nationale législative)가 소집되었다. 이는 헌법에 의해 구성된 프랑스 최초의 의회이며, 프랑스 최고의 권력기관이였다.
그러나 프랑스의 재정난과 계층간의 갈등을 심해졌으며, 프랑스 국민들의 민주주의 열망은 더더욱 커져갔다. 이 와중에 왕당파는 의회로부터 다시 권력을 가져오기 위해 끊임 없이 준군사적 행동을 가했고, 브루주아들은 분열됐으며, 일반 민중들은 부르주아들로 이루어진 입법의회를 불신하였다. 결국 8월 10일 사건으로 입법의회는 해산하고 새 선거로 구성된 국민공회(Convention nationale)가 프랑스 혁명 기간 동안의 입법 기관이 되었다. 그리고 국민공회는 새로운 헌법을 선포하고 프랑스 제1공화국이 들어서게 되었다.
공포정치기를 거쳐 로베스피에르 파의 실각으로 국민공회는 1795년 새 헌법을 만들었고 이에 따른 총재정부가 들어선다. 이때 입법부는 오백인회(Conseil des Cinq-Cents)와 원로회의(Conseil des Anciens)로 분할되면서 프랑스에 처음으로 양원제가 도입되었다. 1799년 11월 9일 나폴레옹 보나파르트의 쿠데타로 총재정부는 붕괴하였다. 나폴레옹은 통령정부를 수립하면서 입법부를 입법원(Corps législatif)과 호민원(Tribunat), 참의원(Sénat conservateur)으로 통합 및 분할 시킨다. 이에 따라 의회의 권한은 매우 미약해졌으며, 나폴레옹 1세가 프랑스 제1제국의 황제가 되면서 의회 권력에 대한 군주의 입지는 더욱 공고해졌다. 나폴레옹의 실각 후 부르봉 왕정복고가 성공하면서 입법부는 하원(Chambre des députés)과 상원(Chambre des pairs)으로 이루어진 양원제로 회귀하였다. 이때 상원은 영국의 상원을 본따 새롭게 구성되었고, 기존에는 명목상 내각 지도자였던 수석국무대신(Principal ministres)도 공식적인 총리직(Président du Conseil des Ministres)으로 확정되었다.
이후 프랑스는 대통령제와 이원집정부제 그리고 의원 내각제 정부를 바꿔가며 운용해왔다. 부르봉 왕가였던 루이 18세와 샤를 10세나 7월 왕정의 루이 필리프 1세 등 군주가 프랑스를 통치할 때에도 의원 내각제를 채택하였지만, 이후 들어선 프랑스 제3공화국과 제4공화국에서도 채택되었다. 그러나 의회의 권한은 그 시대에 따라 상이하여 샤를 10세 아래에서는 극단적으로 힘이 약할 때도 있었고, 제3공화국 때엔 매우 강력하였다. 한편 현재의 제5공화국은 대통령제와 의원 내각제를 혼합한 이원집정부제 채제이다. 양원의 명칭은 프랑스가 공화국이 되면서 Assemblée nationale과 Sénat으로, 총리의 명칭은 Premier ministre로 바뀌어 현재에 이른다.
프랑스의 의원 내각제는 영국의 의원 내각제와는 여러 면에서 달랐다. 첫째 프랑스의 국회는 영국의 국회보다 내각 통제권이 더 강했으며, 둘째로 70년간 유지된 제3공화국에서 총리만 50명 이상 있었을 정도로 총리 교체가 잦았다.

## 전 세계로의 확대와 위기
19세기는 도시화와 산업화, 근대주의가 심화되면서 정치적 좌파의 민주주의와 의원 내각제 도입 요구를 더욱더 부추기게 되었다. 1848년 혁명은 이를 상징하는 하나의 큰 사건이다.

### 스페인
이베리아반도 역사에서 코르테(Corte)란 국왕의 충복들 중 가장 영향력이 강했던 신하들로 구성된 일종의 자문회였다. 레온 왕국의 코르테는 1188년부터 시작했으며 3개 계층의 대표자들을 소집해 국회의원과 같은 정부를 대표하는 형태의 구성체를 처음으로 출범했다. 레온 왕국의 코르테는 서유럽에서 최초로 출범한 의회 기구이기도 하다. 1230년부터 카스티야 연합왕국의 등장으로 레온 왕국과 카스티야 왕국의 의회가 합쳐졌으나 그 영향력은 줄어들게 된다.
스페인 제국 시절에도 의회의 역할은 군주의 결정을 자동으로 인가하는 정도에 머물렀다. 그러나 네덜란드 독립 전쟁으로 인해 합스부르크 왕가의 세가 약화됨에 따라 의회의 독립성은 점차 커져갔다. 하지만 스페인 왕위 계승 전쟁 이후 들어선 부르봉 왕가도 중앙집권화를 위해 압력을 행사했고 대외 관계에 있어서는 독보적인 권력을 쥐어 최고 위원회는 의회와 합력하지 않고 의회의 문제와 관련 없는 부분에 대해 역할하도록 그 기능이 변화한다. 이에 따라 스페인의 의회는 영국처럼 의회의 체계가 뿌리 깊게 내리는 데 실패하며 왕실의 칙령을 인가하는 수준에 머물게 된다.
1808년 반도 전쟁으로 프랑스가 스페인 거의 대부분을 장악하게 되었고 의회는 해안 지대의 요새인 카디스를 피신처로 삼는다. 의회는 카데스에서 소집되었지만 많은 주에서 의원들을 파송할 수 없었으므로 대신들이 대부분 카디스 내에서 선출되어 일했다. 즉 대리인(diputado)이 대표하여 업무를 수행했으므로 현재 스페인 하원의 명칭(Congreso de los Diputados)이 굳어진다. 자유주의 세력이 대부분의 세를 떨치고 있었으며 1812년 헌법이 통과된다. 라파엘 델 리에고의 쿠데타 성공으로 자유주의 헌법이 수용되어 1820-23년까지 잠시 동안의 자유로운 시기(Trienio Liberal)가 열리지만, 페르난도 7세는 정부를 와해하기 위해 거의 모든 법령에 거부권을 행사했으며 그의 요청을 받은 프랑스 군대가 스페인을 침공하여 자유주의 정부를 와해하고 자유주의자들을 추방하였다.
공화주의자들은 1873년 스페인에 군주제를 폐지하고 스페인 제1공화국을 수립한다. 공화국은 스페인 하원이 헌법을 다시 쓰도록 하여 연방 공화국 제도를 표방하도록 해 의회의 힘을 거의 최상으로 두게 했다. 하지만 의원 내각제는 이루지 못하였는데, 군주제에서도 의회가 별 힘을 쓰지 못했다는 비판을 받았기 때문이다. 여러 위기 이후 공화국이 몰락하면서 1874년 군주제는 부활한다.
스페인 왕정복고 시기는 의원 내각제 및 양원제를 표방한 입헌군주제가 되었으며, 하원(Congreso de Diputados)과 상원(Senado)을 유지하도록 했다. 1917년 10월 혁명 후에는 복수정당제가 되었으나, 전통적 양당의 지도자들이 암살되며 정국이 극도의 혼란에 빠진다. 정치 지도자들이 없어지면서 정권 자체도 불안정했으며 극도의 경찰력이 투입되면서 이는 결국 독재로 이어진다. 이 동안 상원은 다시 폐지된다.
스페인은 다시 1931년 왕정이 폐지되고 이원집정부제의 스페인 제2공화국이 들어섰다. 의회와 정부는 바스크, 카탈루냐, 갈리시아에 자치권을 부여하며 여성의 투표권을 허용하였다.

### 독일
777년 카롤루스 대제는 작센 왕국과의 전쟁 중 파더보른에 처음으로 제국회의를 소집한다. 그 전에도 프랑크 왕국에서는 귀족과 신하들로 이루어진 자문회의들을 열어왔으며, 이후 군주를 선출하게 될 때에도 개회되었다. 최초의 독일 왕 하인리히 1세는 919년 프리츨라에 모인 제후공작들에 의해 선출되었다. 하지만 이 회의는 14세기까지 관습적으로만 존재하며 황제의 필요에 따라 간헐적으로 열리는 수준이였다. 이 회의는 1489년이 돼서야 제국의회(Reichstag)로 불리게 된다.
신성 로마 제국의 황제 프리드리히 3세는 1486년 헝가리와의 전쟁에 전비를 제공하고, 또한 그의 아들 막시밀리안 1세를 독일왕으로 선출할 것을 제후들에게 요구를 하였다. 요구를 받은 제후들은 대가로 제국 궁정에 참가할 수 있는 권리를 원했으나, 프리드리히 3세는 의회 소집을 거부하였다. 그가 죽은 후 새 황제가 된 유화적인 성향의 막시밀리안 1세가 제국 개혁을 목표로 1495년 보름에 제국의회를 소집하였다. 이 후 제국의회는 신성 로마 제국의 매우 중요한 의결 기구 중 하나가 된다.
1815년 빈 회의는 1806년 붕괴된 신성 로마 제국이 붕괴한 후 영방국가들을 모아, 독일 연방을 성립하였다. 이에 따라 독일 연방은 신성 로마 제국의 제국의회를 본따 각 소속 왕국과 주권국들의 대표자들로 구성된 연방의회(Bundestag)을 프랑크푸르트에 결성하였다.
독일에서 선거로 선출된 최초의 민주적 의회는 프랑크푸르트 국민회의(Frankfurter Nationalversammlung)이다. 이 의회는 1832년의 함바흐 축제와 독일을 자유주의적으로 통일하려는 시도였던 1848년 독일 혁명으로 설치된 입헌 기관으로서 1848년부터 1849년사이 프랑크푸르트 파울 교회에서 회의를 갖고, 강한 양원을 가진 입헌 군주제 헌법인 소위 프랑크푸르트 헌법(Frankfurter Reichsverfassung)을 제정했다. 하지만 프랑크푸르트 헌법과 국민회의는 제후들의 저항 속에 좌초하고 말았으며, 1848년 기능을 잃었던 독일 연방의 연방의회가 다시금 복원되었다. 1866년 프로이센-오스트리아 전쟁의 결과로 독일 연방의 연방의회 기능은 베를린에 위치한 북독일 연방의 연방의회로 옮겨졌다.
1871년 독일 제국이 설립되고 새 제국의회가 연방의회를 계승하였다. 제국의회의 의원들은 보통, 자유, 평등, 비밀 선거로 선출되었으나 정부구성에 아무런 영향을 미치지 못했다. 그리고 이 선거는 남성만 투표권과 피선거권을 가졌다.
민주주의와 의원 내각제는 제 1차 세계 대전이 끝난 후 민주주의 국가였던 영국과 프랑스가 승전국이 되면서 유럽 대륙의 지배적인 정치체제가 되었다. 패전국인 독일 제국과 오스트리아-헝가리 제국은 붕괴하고 바이마르 공화국과 오스트리아 제1공화국이 들어서게 되었다. 1918년 11월 혁명 이후 혼란스러운 상황에서 바이마르 국민회의(Weimarer Nationalversammlung)는 1919년 8월 11일 새 헌법을 가결하였다. 바이마르 헌법은 매우 체계적이고 선진적인 성문법으로서 이후 수많은 의회민주주의 국가의 선두적인 모범이 되기도 하였다. 제국 선거법은 다수대표제가 비례대표제로 바뀌고, 여성 선거권이 도입되었다.
한편 의회주의를 위한 치열한 국민적 투쟁의 역사가 있었던 프랑스나 영국과 달리 독일과 오스트리아에선 자국의 정치인, 법학자들이 만든 것임에도 이를 1차 세계 대전 승전국에 의해 강요된 정치체제라고 보는 시각들도 많았다.

### 대한제국
한반도 역사에서도 특정 계층의 지도자들이 참여하여 중대사를 결정하는 자문기구 또는 의결 기구가 있었다. 고구려에는 제가회의에서 대대로를 선출하였고, 백제에는 538년 이후 설치된 정사암 회의가 있어, 재상을 선출하기도 하였다. 신라에도 5세기 경부터 화백회의가 있어 의결권을 행사하고 상대등을 선출하였으나, 6세기 이후 왕권이 강화됨에 따라 사실상 자문기구가 되었다. 또한 이 모두 부족장이나 귀족들만 참여하던 회의로서 한계를 갖는다.
고려시대 이후에는 중앙집권적인 절대왕권체제를 따르면서 사실상의 의회기구는 존재하지 않았다. 한반도 역사에서 근대적 의미의 의회기구가 등장한 것은 조선 시대의 말기인 1896년으로, 대한제국 중추원이 이에 해당한다. 본래 중추원은 고려시대에 중국의 정치기구를 본따 만들면서 왕명의 출납과 숙위, 군기를 담당하던 국가의 최고 기관 중 하나로, 조선시대에 들어 왕명의 품달 여부를 결정하기도 하는 등 강력한 행정기구가 되어있었다. 1894년 갑오개혁이 추진되면서 근대적인 관점에서 사법 기관과 입법 기관을 분리시키는 개혁이 이루어지며 기관은 근대적 행정 기관으로서 국왕의 자문 기관으로 개혁 되었다. 이때 중추원은 개혁 정책의 발의와 여론을 수렴하는 기능을 담당하게 되었으나, 독자적인 입법 기능이나 심의 기능은 보유하지 못했으므로 완전한 입법 기관은 아니었다.
제국주의를 우려하는 분위기 속에서 민중들은 외교적 안정성을 원했으며, 이는 정치 개혁의 목소리로 이어졌다. 1896년 독립협회가 설립되었으며, 민중 스스로 인권과 참정권을 주장하게 되었다. 독립협회에 참여하는 사람들의 수가 늘면서 만민공동회가 열렸으며, 중추원을 근대적인 의회로 발전시키자는 주장이 제기되었다. 1989년 10월 29일 만민공동회는 헌의6조를 발표하였고, 고종은 조칙 5조를 내려 수용하였고, 11월 2일에는 중추원 관제가 발표되었다. 이에 따라 최초의 의회기관으로서의 중추원이 설립되어 50명의 의관을 뽑되 그 중 절반은 왕의 천거한 의관으로 나머지 절반은 독립협회에서 선출하도록 하였다. 그러나 11월 4일 고종은 독립협회가 군주제를 폐지하여 공화정을 주장한다는 이유로 독립협회의 주요 인물들을 체포하며 민선의관 임명을 삭제하였다. 그럼에도 만민공동체의 강력한 항의로 중추원은 드디어 1989년 12월 16일 제 1차 회의를 개최하였다. 하지만 새 중추원은 법률과 칙령의 재정과 폐지, 개정권을 갖았으나 내각 구성권은 없었는데, 독립협회 계열 의관들이 내각 구성권을 주장하며 내각 추천을 하여 첫 회의부터 파행되었다. 고종은 책임자들을 의관에서 면관시키고, 만민공동회를 강제 해산시켰다. 이에 따라 중추원은 다시금 자문기구로 전락하게 되었다.

## 같이 보기
- 독재정
- 과두제